# Saison 2001-2002 de l'Olympique de Marseille
 (août 2016).
Maillots
Chronologie
Saison précédente Saison suivante
L'Olympique de Marseille s'aligne pour la saison 2001-2002 en Division 1, en Coupe de France et en Coupe de la Ligue.

## Faits marquants de la saison
L'Olympique de Marseille ne participe à aucune campagne européenne en cette saison 2001-2002.
En championnat, l'OM termine à la 9e place, lui permettant de boucler une saison convenable après deux années où le club est passé très proche de la descente. 
Robert Louis-Dreyfus est toujours aux manettes avant son départ en cure à New York à l'été 2002. Durant le mercato d'été 2001, Vedran Runje, Frank Leboeuf, Daniel Van Buyten ou encore Pascal Nouma débarquent sur la Canebière. L'intersaison est marquée par une cinquantaine de mouvements de joueurs. Cette instabilité du vestiaire olympien va parasiter la préparation de l'équipe menée par Tomislav Ivić. En septembre 2001, c'est l’ancien magistrat Étienne Ceccaldi qui est nommé directeur général. Ce dernier tente d'assainir l'environnement du club comme demandé par Louis-Dreyfus et écarte les agents Gilbert Sau et Jean-Luc Barresi aux manettes de la plupart des mouvements de joueurs. En avril 2002, RLD choisit Christophe Bouchet comme président du directoire pour redresser le club. La saison 2001-2002 se traduit en effet par un nouvel échec sportif avec une neuvième place en championnat mais aussi financier. Tapie quitte le club marseillais. Chargé de se séparer d'une vingtaine de joueurs indésirables pour alléger la masse salariale, Ceccaldi n'y parvient pas, se heurtant aux refus systématiques du clan Bouchet et quitte son poste de directeur général en juillet 2002.
Tomislav Ivic débarqué une première fois au profit d'un trio José Anigo, Marc Lévy, Josip Skoblar, est finalement rappelé aux affaires en cours de saison avant d'être finalement remplacé par Albert Emon qui apportera une plus grande stabilité et un confortable maintien sur les deux seuls relégués de la saison, la Ligue 1 passant, la saison suivante, à 20 clubs.
Côté terrain, Marseille parviendra à se hisser en 1/8e de finale de Coupe de la Ligue. Ils sont éliminés par l'AS Monaco FC. En Coupe de France, le club olympien est également éliminé en 1/8e de finale, cette fois-ci contre le Paris SG aux tirs au but (6-7).
Si sportivement la saison aura été plutôt satisfaisante après deux saisons catastrophiques, la saison reste marquée par l'instabilité, tant côté terrain que côté coulisses.

## Les rencontres de la saison

### Division 1
| J1  | J2  | J3  | J4  | J5  | J6  | J7  | J8  | J9  | J10 | J11 | J12 | J13 | J14 | J15 | J16 | J17 | J18 | J19 | J21 | J22 | J23 | J20 | J24 | J25 | J26 | J27 | J29 | J30 | J28 | J31 | J32 | J33 | J34  |
| --- | --- | --- | --- | --- | --- | --- | --- | --- | --- | --- | --- | --- | --- | --- | --- | --- | --- | --- | --- | --- | --- | --- | --- | --- | --- | --- | --- | --- | --- | --- | --- | --- | ---- |
| N   | N   | D   | D   | D   | N   | N   | V   | D   | V   | N   | D   | V   | N   | V   | N   | V   | N   | D   | N   | D   | V   | D   | D   | V   | V   | D   | D   | N   | V   | D   | V   | N   | V    |
| 9e  | 11e | 15e | 16e | 16e | 16e | 17e | 16e | 17e | 14e | 14e | 15e | 13e | 14e | 9e  | 10e | 10e | 10e | 10e | 12e | 12e | 12e | 12e | 13e | 12e | 8e  | 10e | 10e | 10e | 9e  | 12e | 10e | 9e  | 9e   |
| + 1 | + 2 | + 1 | + 0 | + 0 | + 0 | - 2 | + 0 | - 1 | + 2 | + 3 | + 3 | + 3 | + 4 | + 4 | + 4 | + 7 | + 8 | + 7 | + 5 | + 4 | + 5 | + 5 | + 5 | + 5 | + 8 | + 7 | + 8 | + 9 | + 8 | + 8 | + 8 | + 9 | + 11 |

## Statistiques

### Division 1
- Meilleur classement de la saison : 8e (J26)
- Pire classement de la saison : 17e (J7 / J9)
- Plus grand écart de points avec le premier relégable : + 11 (J34)
- Plus grand écart de points avec le premier maintenu : - 2 (J7)
- Plus grande série de victoires : 2 (J25-26)
- Plus grande série de matchs nuls : 2 (J1-2 / J6-7)
- Plus grande série de défaites : 3 (J3 à J5)
- Plus grande série de matchs sans défaite : 6 (J13 à 18)
- Plus grande série de matchs sans victoire : 7 (J1 à 7)
- Plus large victoire : 3-0 (contre Auxerre)
- Plus large défaite : 4-0 (contre Lyon)
- Plus grande série de matchs en marquant au moins un but : 3 (J13 à J15 / J24 à J26 / J29-30-28 / J32-34)
- Plus grande série de matchs sans marquer de but : 5 (J2 à J6)
- Rencontre avec le plus de buts marqués par l'OM : 4 (victoire 4-2 contre Sochaux Montbéliard)
- Rencontre avec le plus de buts encaissés par l'OM : 4 (défaite 4-0 contre Lyon)
- Rencontre la plus prolifique en buts : 6 (victoire 4-2 contre Sochaux Montbéliard)
- Rencontre la moins prolifique en but : 0 (contre Bordeaux, Lyon, Lille, Paris Saint-Germain et Bordeaux)

| Position en club | Position en Division 1 | Joueur                 | Poste     | Nombre de buts      | 1 but toutes les... |
| ---------------- | ---------------------- | ---------------------- | --------- | ------------------- | ------------------- |
| 1er              | 14e                    | Lamine Sakho           | Attaquant | 9 (dont 1 penalty)  | 163 minutes (1er)   |
| 2e               | 20e                    | Ibrahima Bakayoko      | Attaquant | 8                   | 215 minutes (3e)    |
| 3e               | 56e                    | Alfonso                | Attaquant | 4                   | 207 minutes (2e)    |
| 4e               | 80e                    | Cyril Chapuis          | Attaquant | 3                   | 420 minutes         |
| 5e               | 83e                    | Frank Leboeuf          | Défenseur | 3 (dont 3 penaltys) | 704 minutes         |
| 6e               | 106e                   | Fernandao              | Attaquant | 2                   | 632 minutes         |
| 7e               | 113e                   | André Luiz Moreira     | Milieu    | 2                   | 861 minutes         |
| 8e               | 117e                   | Daniel Van Buyten      | Défenseur | 2                   | 1022 minutes        |
| 9e               | 129e                   | Alberto Rivera Pizarro | Milieu    | 2 (dont 1 penalty)  | 412 minutes         |
| 10e              | 136e                   | Jürgen Cavens          | Attaquant | 1                   | 215 minutes (3e)    |
| 11e              | 145e                   | Pascal Nouma           | Attaquant | 1                   | 651 minutes         |
| 12e              | 151e                   | Wilfried Dalmat        | Milieu    | 1                   | 797 minutes         |
| 13e              | 164e                   | Delfim                 | Milieu    | 1                   | 1205 minutes        |
| 14e              | 189                    | Piotr Swierczewski     | Milieu    | 1                   | 2079 minutes        |

### Toutes compétitions confondues
| Age | Poste | Joueur                  | Matchs joués | Titularisations | Buts | Passes | Jaunes | Rouges | Mouvements                                      |
| 20  | G     | Cédric Carrasso         | 0            | 0               | 0    | 0      | 0      | 0      | Prêté à Crystal Palace en décembre              |
| 23  | G     | Damien Grégorini        | 1            | 1               | 0    | 0      | 0      | 0      |                                                 |
| 26  | G     | Vedran Runje            | 33           | 33              | 0    | 0      | 1      | 0      |                                                 |
|     |       |                         |              |                 |      |        |        |        |                                                 |
|     | DC    | Zoumana Camara          | 11           | 0               | 0    | 0      | 1      | 1      |                                                 |
|     | DC    | Franck Jurietti         | 9            | 9               | 0    | 0      | 0      | 0      |                                                 |
|     | DC    | Frank Leboeuf           | 8            | 8               | 1    | 0      | 0      | 0      |                                                 |
|     | DC    | Abdoulaye Meïté         | 0            | 0               | 0    | 0      | 0      | 0      |                                                 |
|     | DC    | Stefano Torrisi         | 2            | 2               | 0    | 0      | 0      | 0      |                                                 |
|     | DC    | Eduardo Tuzzio          | 8            | 7               | 0    | 0      | 0      | 0      |                                                 |
|     | DC    | Daniel Van Buyten       | 16           | 16              | 2    | 0      | 0      | 0      |                                                 |
|     | DC    | Joseph Yobo             | 9            | 9               | 0    | 0      | 0      | 0      |                                                 |
| 32  | Arg   | Dimas Teixeira          | 6            | 5               | 0    | 0      | 0      | 0      | Arrive du Sporting (prêt) en janvier            |
|     | Arg   | Sébastien Perez         | 0            | 0               | 0    | 0      | 0      | 0      |                                                 |
|     | Arg   | Manuel Dos Santos       | 16           | 14              | 0    | 0      | 0      | 0      |                                                 |
|     |       |                         |              |                 |      |        |        |        |                                                 |
| 28  | MC    | Ibrahim Ba              | 9            | 6               | 0    | 0      | 0      | 0      | Retourne en janvier à Milan                     |
|     | MC    | Wilfried Dalmat         | 13           | 5               | 1    | 0      | 0      | 0      |                                                 |
|     | MC    | Delfim                  | 13           | 10              | 0    | 0      | 0      | 0      |                                                 |
|     | MC    | Benjamin Gavanon        | 0            | 0               | 0    | 0      | 0      | 0      |                                                 |
| 24  | MC    | Brahim Hemdani          | 11           | 9               | 0    | 0      | 2      | 0      |                                                 |
|     | MC    | Jovan Stanković         | 0            | 0               | 0    | 0      | 0      | 0      |                                                 |
|     | MG    | Salomon Olembé          | 8            | 8               | 0    | 0      | 0      | 0      |                                                 |
| 28  | MG    | Philippe Brunel         | 11           | 0               | 0    | 0      | 2      | 0      | Arrive libre de Lens - Prêté en janvier à Lille |
|     | MD    | Mickaël Marsiglia       | 0            | 0               | 0    | 0      | 0      | 0      |                                                 |
|     | MC    | Piotr Świerczewski      | 12           | 12              | 0    | 0      | 0      | 0      |                                                 |
| 26  | MO    | Djamel Belmadi          | 10           | 8               | 0    | 0      | 2      | 1      |                                                 |
|     | MO    | Andre Luiz              | 14           | 13              | 0    | 0      | 0      | 0      |                                                 |
|     | MO    | Alberto Rivera          | 14           | 11              | 3    | 0      | 0      | 0      |                                                 |
| 27  | MO    | Jérôme Leroy (football) | 7            | 7               | 1    | 0      | 1      | 0      | Prêté en janvier au Paris SG                    |
|     |       |                         |              |                 |      |        |        |        |                                                 |
|     | ATT   | Alfonso Pérez           | 13           | 12              | 4    | 0      | 0      | 0      |                                                 |
| 23  | ATT   | Cyril Chapuis           | 10           | 5               | 0    | 0      | 0      | 0      | Arrive de Rennes en janvier                     |
|     | ATT   | Guillaume Deschamps     | 1            | 0               | 0    | 0      | 0      | 0      |                                                 |
| 24  | ATT   | Lamine Sakho            | 12           | 11              | 5    | 0      | 1      | 0      | Arrive de Lens en janvier                       |
| 25  | AC    | Ibrahima Bakayoko       | 26           | 19              | 8    | 0      | 0      | 0      |                                                 |
|     | AC    | Dill                    | 0            | 0               | 0    | 0      | 0      | 0      |                                                 |
| 29  | AC    | Pascal Nouma            | 11           | 8               | 1    | 0      | 2      | 0      |                                                 |